# 左遷された無能王子は実力を隠したい
『左遷された無能王子は実力を隠したい 〜二度転生した最強賢者、今世では楽したいので手を抜いてたら、王家を追放された。今更帰ってこいと言われても遅い、領民に実力がバレて、実家に帰してくれないから……〜』（させんされたむのうおうじはじつりょくをかくしたい にどてんせいしたさいきょうけんじゃ、こんせではらくしたいのでてをぬいていたら、おうけをついほうされた。いまさらかえってこいといわれてもおそい、りょうみんにじつりょくがばれて、じっかにかえしてくれないから）は、茨木野によるライトノベル。作者による略称は「無能王子」。2021年8月から2024年5月まで小説家になろうに投稿されたオンライン小説で、2022年1月に電撃の新文芸より書籍化されている（イラスト担当はハル犬）。
メディアミックスとして、七桃りおによるコミカライズが『月刊コミック電撃大王』（KADOKAWA）にて2022年6月号から連載中。

## あらすじ
ゲータ・ニィガ王国の第七王子、ノアは前々世は剣聖、前世は賢者だった。2度の前世では有能なために面倒ごとに巻き込まれたノアは、今世では無能なふりをして楽をして生きたいと考え、15歳時に行われた鑑定の儀で結果を魔法で捻じ曲げてスキルなしに見せかけた。無能だと判断されたノアは国王によって王位継承権を剥奪されて、辺境の地カーターの領主として追放される。魔人ロウリイを従えてカーター領に赴き、無能な領主のふりをしようとするが、無自覚に実力を発揮してしまい領民から尊敬される。ノアの追放を知った、元婚約者の公爵令嬢や女騎士団長、女宮廷魔導師長やその部下たちが王宮を去ってカーター領にやって来る。

## 既刊一覧

### 小説
- 茨木野（著）・ハル犬（イラスト） 『左遷された無能王子は実力を隠したい 〜二度転生した最強賢者、今世では楽したいので手を抜いてたら、王家を追放された。今更帰ってこいと言われても遅い、領民に実力がバレて、実家に帰してくれないから……〜』 KADOKAWA〈電撃の新文芸〉、既刊3巻（2023年5月17日現在）
  1. 2022年1月17日発売[3]、ISBN 978-4-04-914210-5
  2. 2022年7月15日発売[4]、ISBN 978-4-04-914489-5
  3. 2023年5月17日発売[5]、ISBN 978-4-04-915028-5

### 漫画
- 七桃りお（作画）・茨木野（原作）・ハル犬（キャラクター原案） 『左遷された無能王子は実力を隠したい 〜二度転生した最強賢者、今世では楽したいので手を抜いてたら、王家を追放された。今更帰ってこいと言われても遅い、領民に実力がバレて、実家に帰してくれないから……〜』 KADOKAWA〈電撃コミックスNEXT〉、既刊5巻（2025年2月10日現在）
  1. 2022年10月27日発売[6][7]、ISBN 978-4-04-914655-4
  2. 2023年5月26日発売[8]、ISBN 978-4-04-915000-1
  3. 2023年12月8日発売[9]、ISBN 978-4-04-915408-5
  4. 2024年7月26日発売[10]、ISBN 978-4-04-915839-7
  5. 2025年2月10日発売[11]、ISBN 978-4-04-916195-3